# The Engineer
The Engineer ist ein in London ansässiges Monatsmagazin über die neuesten Entwicklungen und Wirtschaftsnachrichten im Ingenieurwesen sowie über Technologie in Großbritannien und im Ausland.

## Geschichte und Beschreibung
The Engineer wurde von Edward Charles Healey, einem Unternehmer und Technikenthusiasten mit finanziellen Interessen im Eisenbahnwesen, gegründet. Zu seinen Freunden gehörten unter anderem Robert Stephenson und Isambard Kingdom Brunel. Die Zeitschrift wurde als Fachmagazin für Ingenieure geschaffen.
The Engineer begann während eines Booms der britischen Wirtschaftsleistung mit der Berichterstattung über Technik, Erfindungen und Patente. Im 19. Jahrhundert wurden zudem Marktpreise von Rohstoffen veröffentlicht. Zusammen mit der heutigen Zeitschrift Engineering ist das Werk eine wertvolle historische Quelle für die Studie der britischen Wirtschaftsgeschichte.
Am 10. Juli 2012 kündigte die Zeitschrift ihre letzte Druckausgabe an, im September des darauf folgenden Jahres war die gedruckte Fassung allerdings wieder erhältlich.